# Макаровская (Няндомский район)
Макаровская — деревня в Няндомском районе Архангельской области Российской Федерации. Административный центр Мошинского сельского поселения. Входила в состав Фатьяновской волости Каргопольского уезда Олонецкой губернии

## География
Деревня Макаровская находится на юго-востоке Няндомского района, на западном берегу озера Мошинское.

## Население
| 2002 | 2010 | 2012 |
| ---- | ---- | ---- |
| 48   | ↗71  | ↘67  |

По данным переписи населения 2010 года в деревне проживал 71 человек.

### Карты
- Макаровская. Публичная кадастровая карта
- Макаровская на карте Wikimapia
- [web.archive.org/web/20050225085926/mapp37.narod.ru/map2/index23.html Топографическая карта P-37-XXIII,XXIV_ Няндома]